# Rhythmbox
Rhythmbox je hudební přehrávač, používaný v operačních systémech Linux. Přehrávač má grafické rozhraní a umožňuje tvorbu knihoven, přehrávání oblíbené hudby či poslech rádia. V přehrávači je možné také editovat uložené hudební soubory. Výhodou přehrávače je také možnost si libovolně měnit vzhled, včetně barev a celkového rozvržení přehrávače. Dříve byl výchozím přehrávačem v linuxové distribuci Ubuntu. To se však změnilo ve verzi Ubuntu 11.04, kde byl nahrazen přehrávačem Banshee, který vývojáři považovali za pokrokovější. Od verze Ubuntu 12.04 LTS se k němu ale vrátili zpět, především z důvodu nezávislosti na Microsoftem patentované technologii C# (Mono) a tedy možnosti zaplnit instalační CD jinými aplikacemi/soubory. Důvodem upuštění od Banshee byl také rychlejší vývoj konkurenčního přehrávače a stabilní podpora knihovny GTK3.